# Ogbourne Maizey
Ogbourne Maizey è un piccolo villaggio della parrocchia civile di Ogbourne St Andrew nella contea del Wiltshire che si trova a circa 1,6 miglia a nord di Marlborough nel Sud Ovest dell'Inghilterra, Regno Unito.

## Geografia
Nella contea del Wiltshire, in Inghilterra, esistono tre villaggi col nome di Ogbourne: Ogbourne St George, Ogbourne St Andrew e Ogbourne Maisey. Il villaggio di Ogbourne Maisey si trova nella parrocchia civile di Ogbourne Ogbourne St Andrew attraversata dal fiume OgOg. Il territorio è situato ai margini delle Marlborough Downs ed è circondato da campagna con riserve naturali e parchi. Si estende nella parte ovest della valle del fiume Og sulle colline.

## Storia
Il piccolo insediamento viene citato nel Domesday Book del 1086 come Ogbourne che comprende Ogbourne Maizey, Ogbourne St George e Ogbourne St Andrew. Il villaggio risale all'epoca romana. Una mappa del 1773 mostra una striscia quasi continua di edifici lungo il fiume tra Ogbourne Maizey e Ogbourne St Andrew. Nel Medioevo era un insediamento più piccolo di Ogbourne St Andrew e le valutazioni fiscali del XVI secolo mostrano che era una delle comunità più povere del territorio. Le case più vecchie, tra cui alcuni cottage del XVII secolo, si trovano accanto alla strada per Rockley, che svolta bruscamente a sud e a ovest. A sud della strada e immediatamente a ovest del ponte sull'Og si trova Ogbourne Maizey Manor. Alla fine del XVIII secolo il villaggio era di dimensioni simili a Ogbourne St Andrew e si estendeva verso nord accanto alla successiva strada Swindon-Marlborough, così che i due villaggi si unirono. Nel 1841 la popolazione di Ogbourne Maizey era di 173 abitanti ed era il più grande insediamento della parrocchia. I nuovi edifici agricoli a sud del villaggio furono collegati alla strada Swindon-Marlborough da un ponte alla fine del XIX secolo e intorno al 1900 le scuderie Bonita furono costruite su un terreno in forte salita accanto alla strada per Rockley. A ovest del villaggio, la fattoria Maisey fu costruita sulla cresta di una collina a 800 metri lungo la strada intorno al 1930. Dopo la seconda guerra mondiale, i cottage sono stati demoliti.

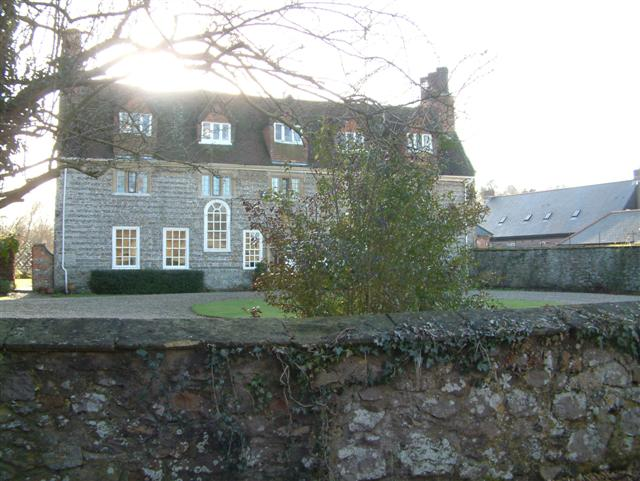
Ogbourne Maizey House

## Monumenti e luoghi d'interesse
Nel territorio di Ogbourne Maizey vi sono alcuni edifici e luoghi degni di interesse, il principale è l'Ogbourne Maizey House.
- Ogbourne Maisey House. La casa risale al XVI secolo, è stata modificata all'inizio XVIII secolo ed è divenuta una residenza privata. Si presenta su due piani con soffitte e cantine. Ha cinque campate. Ha il tetto in tegole. Mostra una pianta a T con ingresso centrale e stipite in pietra del 1636, con sottili colonne ioniche, trabeazione e frontone. Porta ad arco con chiave d'acanto e abaci intagliati. L'ala posteriore è la cucina originale con un grande camino a due falde, successivamente ridotto di dimensioni. Attaccato all'angolo sud-ovest, un blocco di mattoni del XVII secolo, contenente una scala del XVII secolo, probabilmente originariamente con struttura in legno. Dal 2 settembre 1986 è considerata un monumento classificato di secondo grado per il suo particolare interesse storico e architettonico.[4][5][6]